# Os Cus de Judas
Os Cus de Judas é um livro de António Lobo Antunes editado pela primeira vez em 1979. 
É o segundo livro do autor e valeu-lhe em 1987 um prémio da embaixada de França em Lisboa.

## Enredo
“Do que gostava mais no Jardim Zoológico era do ringue de patinagem sob as árvores e do professor preto muito direito a deslizar para trás no cimento em elipses vagarosas sem mover um músculo sequer, rodeado de meninas de saias curtas e botas brancas, que, se falassem, possuíam seguramente vozes tão de gaze como as que nos aeroportos anunciam a partida dos aviões, sílabas de algodão que se dissolvem nos ouvidos à maneira de fios de rebuçado na concha da língua.”

Assim começa este testemunho sobre os horrores a que assistiu durante os dois anos em que esteve destacado na ex-colónia portuguesa.

Retrata a experiência pessoal de Lobo Antunes como médico de campanha enviado para Angola na Guerra Colonial portuguesa. Ao longo do livro, o leitor que assume mesmo a dimensão de "interlocutora" do personagem principal, constata uma Angola degradada, em plena guerra colonial, esse "inacreditável absurdo da guerra". Muito mais do que uma opinião, a descrição do autor é a explosão de uma dura experiência, focando-se em vários pontos: as inúmeras baixas da guerra (desprezadas pelo Estado), os inocentes da vida (as pobres crianças de Angola e as miseráveis condições em que viviam), a distância de casa, a perda dos laços familiares, o medo da morte mas, sobretudo, a eterna incompreensão dessa guerra.
Critica ainda as senhoras do Movimento Nacional Feminino que visitavam os soldados e lhes levavam "medalhas da Senhora de Fátima e porta-chaves com a efígie de Salazar, acompanhadas de padres-nossos nacionalistas e de ameaças do inferno bíblico de Peniche".

## Escrita
O livro foi escrito quando António Lobo Antunes era interno do professor Eduardo Cortesão. Ele tinha uma casa na Praia da Luz e o autor ia para lá escrever.
Após a recusa de publicar por várias editoras, Daniel Sampaio entregou o livro ao editor da Vega, Assírio Bacelar. O livro foi publicado em Julho de 1979 e em Setembro tinha vendido bem.